# Eleição municipal de Contagem em 2008
A Eleição Municipal de Contagem em 2008 ocorreu no domingo, 5 de outubro, dia do primeiro turno. Elas decidiram os mandatários dos cargos executivos de prefeito e vice-prefeito, além das vagas de vereadores para a administração do município brasileiro de Contagem. Caso o candidato a cargo majoritário não alcance a maioria absoluta dos votos válidos, haverá um novo escrutínio no dia 26 de outubro. O prefeito e o vice-prefeito eleitos assumirão os cargos no dia 1 de janeiro de 2009 e seus mandatos terminarão em dia 31 de dezembro de 2012, bem como os vereadores. A atual prefeita é Marília Campos, do PT, que concorreu e venceu a reeleição, tendo direito a um segundo mandato.

## Candidaturas

### PT
A atual Prefeita, Marília Campos, concorrerá a reeleição, já que exerceu um mandato entre 2005 e o ano em questão, 2008. Assim ela foi lançada pela terceira vez para concorrer a prefeitura de Contagem, Marília já concorreu em 1996 e 2004, vencendo na última ocasião que ocorreu.

### PSDB
O principal partido de oposição à prefeitura atual, lançou pela quarta vez consecutiva (1996, 2000, 2004, e agora 2008) a candidatura de Ademir Lucas, que foi eleito prefeito de Contagem, por duas oportunidades, em 1988 e em 2000, busca seu terceiro e último mandato.

### PCdoB
O PCdoB lançou o deputado estadual, Carlin Moura, ele será uma terceira opção contra a polarização PT-PSDB existente desde 2000.

### PTB
O independente PTB lançará o ex-vereador e ex-secretário Paulo Mattos à prefeitura de Contagem.

### PMDB
O partido do ex-prefeito e figura bastante importante em Contagem, Newton Cardoso, lançará Sancler à prefeitura de Contagem.

### PSB
O antigo partido apoiador da prefeita candidata, agora lançará candidatura própria, o ex-secretário Léo Antunes.

### PSOL
Um dos dois únicos partidos de radical esquerda presentes em Contagem, lança para a prefeitura, o Professor Pimenta.

### PSTU
O PSTU, o outro partido de radical esquerda, lançou para a prefeitura, o candidato Israel Pinheiro.

## Resultado do 1º Turno
O 1º Turno não foi exibido na televisão e no rádio, assim os eleitores precisariam pesquisar mais todos os candidatos para escolher o ideal.
| Partido                                                               | Partido         | Candidato         | Votos   | Votos (%) |
| --------------------------------------------------------------------- | --------------- | ----------------- | ------- | --------- |
|                                                                       | PT              | Marília Campos    | 132 154 | 38,32%    |
|                                                                       | PSDB            | Ademir Lucas      | 112 630 | 32,66%    |
|                                                                       | PCdoB           | Carlin Moura      | 33 684  | 9,77%     |
|                                                                       | PTB             | Paulo Mattos      | 9 351   | 2,71%     |
|                                                                       | PMDB            | Sancler           | 6 049   | 1,75%     |
|                                                                       | PSB             | Léo Antunes       | 6 025   | 1,75%     |
|                                                                       | PSOL            | Professor Pimenta | 829     | 0,24%     |
|                                                                       | PSTU            | Israel Pinheiro   | 491     | 0,14%     |
| Totais                                                                | Totais          | Totais            | 301 213 |           |
| Votos em Branco                                                       | Votos em Branco | Votos em Branco   | 20 940  | 6,07%     |
| Votos Nulos                                                           | Votos Nulos     | Votos Nulos       | 22 733  | 6,59%     |
| Fonte: http://placar.eleicoes.uol.com.br/2008/1turno/mg/?cidade=43710 |                 |                   |         |           |

## Resultado do 2º Turno
O 2º Turno foi exibido na televisão e no rádio em conjunto com o 2º turno de Belo Horizonte, nos 40 minutos, os dois candidatos de Contagem e também de BH possuiam cada um 10 minutos.
| Partido                                                               | Partido         | Candidato       | Votos   | Votos (%) |
| --------------------------------------------------------------------- | --------------- | --------------- | ------- | --------- |
|                                                                       | PT              | Marília Campos  | 174 198 | 51,63%    |
|                                                                       | PSDB            | Ademir Lucas    | 132 066 | 39,15%    |
| Totais                                                                | Totais          | Totais          | 306 264 |           |
| Votos em Branco                                                       | Votos em Branco | Votos em Branco | 11 168  | 3,31%     |
| Votos Nulos                                                           | Votos Nulos     | Votos Nulos     | 19 934  | 5,91%     |
| Fonte: http://placar.eleicoes.uol.com.br/2008/2turno/mg/?cidade=43710 |                 |                 |         |           |